# ОШ „Радоје Домановић” Крагујевац
ОШ „Радоје Домановић” Крагујевац је државна установа основног образовања, налази се у старом језгру Крагујевца. Баштини традицију најстарије крагујевачке школе основане у првој половини 19. века. Школа носи име Радоја Домановића, српског сатиричара.
Школа се налази у две зграде, од којих је једна поклон капетана Милована Гушића (1822—1891) за школовање сиромашних девојака тог времена.